# يو إف سي ليلة القتال: لي ضد أوليفيرا
يو إف سي ليلة القتال: لي ضد أوليفيرا (بالإنجليزية: UFC Fight Night: Lee vs. Oliveira)‏ هو حدث لفنون القتال المختلطة نظمته يو إف سي، أُقيم في 14 مارس 2020، على جيناسيو نيلسون نيلسون في برازيليا، البرازيل.